# 羽後国

羽後国の位置

羽後国（うごのくに）は、東北戦争終結直後に出羽国を分割し制定された、日本の地方区分の国の一つ。東山道に位置する。別称は羽前国とあわせて、または単独で羽州（うしゅう）。領域は秋田県のうち鹿角市と小坂町を除いた大部分と、山形県の飽海郡、同じく山形県の酒田市の最上川以北部分にあたる。

## 沿革
- 「旧高旧領取調帳」の記載によると、明治初年時点で、出羽国のうち後の羽後国内の支配は以下の通り（1,319村・561,903石余）。太字は当該郡内に藩庁が所在。国名のあるものは飛地領。
  - 飽海郡（289村・75,454石余） - 羽前鶴岡藩、松山藩
  - 秋田郡（286村・116,538石余） - 久保田藩
  - 河辺郡（59村・27,174石余） - 久保田藩
  - 由利郡（242村・77,536石余） - 旗本領（仁賀保氏・生駒氏分家・六郷氏分家）、本荘藩、亀田藩、矢島藩[注釈 1]
  - 仙北郡（181村・110,119石余） - 久保田藩
  - 雄勝郡（88村・53,148石余） - 久保田藩、岩崎藩
  - 平鹿郡（115村・67,274石余） - 久保田藩
  - 山本郡（59村・34,658石余） - 久保田藩
- 明治元年
  - 12月7日（1869年1月19日） - 出羽国が分割され、上記8郡が羽後国の所属となる。
- 明治2年
  - 6月22日（1869年7月30日） - 松山藩が改称して松嶺藩となる。
  - 7月26日（1869年9月2日） - 酒田県（第1次）が発足し、由利郡の旗本領[注釈 2]および亀田藩領の一部、飽海郡の旧・鶴岡藩領を管轄。
- 明治3年
  - 9月28日（1870年10月17日） - 酒田県が移転・改称して山形県となる。
- 明治4年
  - 1月13日（1871年3月3日） - 久保田藩が改称して秋田藩となる。
  - 7月14日（1871年8月19日） - 廃藩置県により藩領が秋田県、岩崎県、本荘県、亀田県、矢島県、松嶺県となる。
- 明治5年
  - 2月3日（1872年3月14日） - 第1次府県統合により、飽海郡が酒田県（第2次）、残部が秋田県の管轄となる。
- 明治9年（1876年）8月21日 - 第2次府県統合により、飽海郡が山形県の管轄となる。

## 地域

### 郡
- 山本郡
- 秋田郡
- 河辺郡
- 由利郡
- 仙北郡
- 平鹿郡
- 雄勝郡
- 飽海郡

### 人口
明治5年（1872年）の調査では、人口63万0036人を数えた。